# Joëlle Garriaud-Maylam
Pour les articles homonymes, voir Maylam.
Joëlle Garriaud-Maylam, née le 20 mars 1955 à Maghnia en Algérie, est une femme politique française. Elle est sénatrice représentant les Français de l'étranger de 2004 à 2023, membre du groupe Les Républicains.
Elle est, entre 2022 et 2023, présidente de l'Assemblée parlementaire de l'OTAN.

## Biographie

### Études
Joëlle Garriaud-Maylam est diplômée d'un DEA de droit international et d'études anglo-américaines à l'université de Montpellier. Elle est aussi diplômée de licences de lettres modernes et linguistiques.
Elle étudie de 1977 à 1978 à l'université Charles de Prague grâce à une bourse du ministère des Affaires étrangères français.
L'année suivante (1978-1979), elle étudie à l'université Yale grâce à une bourse de la fondation Rotary.

### Carrière politique
Membre du Centre des Démocrates Sociaux et de l'UDF depuis 1979, elle rejoint l'UMP dès sa création en 2002.
Joëlle Garriaud-Maylam est élue en 1988 au Conseil supérieur des Français de l'étranger (CSFE) où elle représente les Français du Royaume-Uni et d'Irlande. Elle est réélue sans discontinuer jusqu'à son entrée au Sénat en septembre 2004. Elle est première vice-présidente du Conseil (la présidence revenant de droit au ministre des Affaires étrangères) de 2000 à 2003.[réf. nécessaire]
En 1995 elle est élue par le groupe UDF pour être suivante de liste du sénateur sortant Xavier de Villepin. Elle cédera pour une 3e place, cette 2e place au sénateur sortant indépendant Hubert Durand-Chastel afin de constituer une liste d'union qui remporte 2 sièges.
Le 26 septembre 2004, elle est à la tête d'une liste UMP qui remporte 3 sièges sur les 4 réservés aux Français de l'étranger (les autres élus sur cette liste étant le sénateur sortant Christian Cointat et Christiane Kammermann). Elle est réélue le 25 septembre 2011, sur une liste d’union de la droite et du centre, avec Jean-Pierre Cantegrit, Christiane Kammermann et Louis Duvernois.
Le 9 décembre 2014, Nicolas Sarkozy, élu président de l'UMP, la nomme secrétaire nationale de l'UMP chargée de la francophonie.
Considérée comme « Macron-compatible », elle explique « respecter beaucoup Emmanuel Macron » et soutenir sa politique économique. Son ancien collaborateur parlementaire, Samuel Lafont (mi-temps 2020-2021), est en revanche proche des milieux d’extrême droite.
Le 24 septembre 2017, elle est réélue sénatrice des Français établis hors de France. Elle parraine Laurent Wauquiez pour le congrès des Républicains de 2017 au cours duquel il est élu le nouveau président du parti, puis soutient la liste portée par François-Xavier Bellamy aux élections européennes en 2019.
Membre de l'Assemblée parlementaire de l'OTAN depuis 2009 et ancienne présidente de la commission sur la dimension civile de la sécurité, Joëlle Garriaud-Maylam est élue vice-présidente de l'AP-OTAN lors de la session annuelle en novembre 2020.
Le 21 novembre 2022, elle est élue présidente de l'Assemblée parlementaire de l'OTAN. Ne se représentant pas aux élections sénatoriales de septembre 2023, elle quitte la présidence de l'Assemblée parlementaire de l'OTAN.

## Prises de position
Joëlle Garriaud-Maylam s'est exprimée en faveur de l'accessibilité des écoles françaises à l’étranger et en opposition à une double-imposition des Français de l’étranger
En 2005, elle dépose une proposition de loi visant à porter à 18 ans l'âge légal du mariage pour les jeunes filles afin de les protéger des mariages forcés. En 2006, elle est chargée, par la commission des affaires étrangères, avec son collègue Jean-Pierre Panclade d'un rapport sur les armes à sous-munitions. Le texte doit faire face aux réticences du gouvernement qui ne souhaitait pas que le rapport conclût à la nécessité d'interdire ces armes. Elle se rend à Oslo avec le ministre Bernard Kouchner en février 2007 pour la signature de la Convention. En 2012, elle lance un appel parlementaire soutenant la nomination de Malala Yousafzai, une jeune Pakistanaise militante des droits des femmes, au prix Nobel de la paix. En novembre 2018, elle lance un appel parlementaire, cosigné par 47 sénateurs de tous bords politiques pour que la France offre l’asile à Asia Bibi, jeune Pakistanaise condamnée à mort pour avoir refusé de renier sa foi chrétienne.[réf. nécessaire]
En janvier 2019, elle propose un comité bilatéral de suivi pour faire avancer des négociations Brexit en stagnation.

## Affaires judiciaires

### Condamnation pour harcèlement moral
Depuis son élection en 2004, la sénatrice a employé plus d'une quarantaine de collaborateurs différents. Plusieurs de ses collaborateurs parlementaires dénoncent un environnement de travail malsain ayant conduit à des souffrances psychologiques. L'un d'eux porte plainte devant les prud'hommes de Paris début 2020 pour harcèlement moral. Il dénonce « des exigences irréalisables, en donnant des ordres et contre-ordres incessants et lui faisant des reproches constants. […] La sénatrice n’hésite pas non plus à insulter ses collaborateurs, à dénigrer leur travail, à leur faire des reproches indus ou à les rabaisser ». Une autre assistante parlementaire témoigne des mêmes comportements qui lui auraient provoqué un malaise en décembre 2016. La première assistante parlementaire de la sénatrice, de 2004 à 2008, Françoise Delagrave, pourtant expérimentée, dit également avoir été « laminée, jour après jour », ce qui l'amena à négocier un départ en rupture conventionnelle. Joëlle Garriaud-Maylam a apporté une réponse à cet article.
Elle est condamnée pour harcèlement moral le 31 janvier 2022. Le journal La Lettre A pointe des frais d'avocat « exorbitants » de la sénatrice dans son conflit avec son collaborateur parlementaire : 63 000 euros en 2020 pris en charge par l'indemnité représentative de frais de mandat.

### Accusations de corruption
Elle fait l'objet d'une plainte en septembre 2020 par l'association Anticor pour détournement de fonds publics via son Avance de frais de mandat (AFM). D'après le magazine Marianne, Joëlle Garriaud-Maylam aurait utilisé son AFM pour des dépenses médicales, de pharmacie ou de massage, ou encore pour payer sa taxe foncière et sa taxe d’habitation. En outre, la sénatrice aurait recruté une collaboratrice « afin de lui rédiger sa thèse de doctorat, qu’elle prétendait avoir déjà obtenue lors de sa campagne électorale de 2004 ».

## Controverses

### Non-respect de plusieurs règles du confinement
En avril 2021, la sénatrice est surprise (sans masque) par une journaliste de Médiapart à la sortie d'un déjeuner de travail organisé à l'hôtel Meurice, suspecté d'enfreindre plusieurs interdictions mises en place durant la pandémie de Covid-19,.

### Proximité avec les milieux russophiles et liens avec une entreprise de vente de passeports
Dans un article paru dans le média en ligne Blast le 30 novembre 2022, le journaliste Benjamin Jung met en lumière les liens entre la sénatrice, alors présidente de l'Assemblée parlementaire de l'OTAN, et certains milieux russes proches du Kremlin. Elle se rend notamment au mariage de Georges Mikhaïlovitch Romanov, héritier du trône de Russie, le 1er octobre 2021 dans la cathédrale Saint-Isaac de Saint-Pétersbourg, où elle se fait prendre en photo avec l'idéologue russe Alexandre Douguine, proche de Vladimir Poutine.
Dans le même article, elle est également épinglée pour faire partie des collaborateurs de la société londonienne Henley & Partners, spécialisée dans l'acquisition de passeports autrichiens, maltais ou encore turcs en échange de sommes d'argent importantes.

## Distinctions
- Chevalier de la Légion d'honneur depuis le 1er janvier 2002[27].